# 말루 드라이어
마리아 루이제 '말루' 안나 드라이어(독일어: Maria Luise "Malu" Anna Dreyer, 1961년 2월 6일 ~ )는 독일의 사회민주당 정치인으로 2013년부터 2024년까지 라인란트팔츠주의 주지사를 역임하였고 자신을 독일의 대통령에 대리로 만든 독일 연방상원의 회장을 지내고 있다. 그녀는 주의 첫 여성 주지사이자, 연방상원의 회장으로서 두번째 여성이다.

## 어린 시절과 교육
노이슈타트안데어바인슈트라세에서 교장과 교사의 3명의 자식들 중 둘째로 태어났다. 1977년 미국 캘리포니아주 클레어몬트 고등학교에서 교환 학생으로서의 한해와 1980년 케테콜비츠김나지움 노이슈타트에서 자신의 마지막 아비투어 시험에 이어 드라이어는 마인츠 대학교에서 영어와 로마 가톨릭 신학을 전공하기 시작하였다. 다음해 그녀는 주요 전공들을 법학으로 전향시키고, 1987년 첫 주립 시험과 3년 후 최우수 학문 기록과 함께 두번째 주립 시험과 함께 둘다 법학 학위를 취득하며 졸업하였다.

## 경력
1989년부터 드라이어는 마인츠 대학교에서 한스요아힘 플러크 교수에 연구 보조원으로 일하였다. 1991년 그녀는 견습 재판관으로서, 그리고 후에 바트크로츠나흐에서 검사로서 자신의 임명을 받았다.

### 2012년 ~ 2024년:라인란트팔츠 주의 총리
2002년 이래 사회 정세, 노동, 보건과 인구통계부의 주 장관으로서 지내온 드라이어는 2012년 9월 28일 다가오는 사임을 선언한 주 총리 쿠르트 벡의 지정된 후임자였다. 그녀는 2013년 1월 16일에 공식적으로 선출되었다.
연방 상원에서 라인란트팔츠 주의 대표들 중의 하나로서 드라이어는 외무부와 유럽 연합 정세국의 위원회에 근무하였다.
앙겔라 메르켈의 기독교민주당(기독교민주연합과 바이에른 기독교사회연합을 합친 당)과 사회민주당의 대연정을 형성하는 데 협상들에서 2013년 연방 선거에 이어 드라이어는 미하엘 크레치머와 클라우스 보버라이트가 이끈 문화와 대중매체 정세들에 일하는 단체에서 사회민주당 사절단의 일부였다.
2016년 주립 선거에서 드라이어는 자신의 상대 후보 율리아 클뢰크너에 36.2%의 승리로 자신의 높은 개인적 찬성률로 전환할 수 있었고, 절반 퍼센티지에 의하여 자신의 당의 2011년 결과를 향상시켰다. 드라이어를 선출하는 데 선거모체는 사회민주당의 6번째 연속적 기간을 위하여 당을 사무직에 간직하기로 투표하였다.
그녀의 두번째 임기 기간 중에 드라이어의 정부는 서부 독일에서 프랑크푸르트 한 공항의 적자를 중화인민공화국의 복합 기업 HNA 그룹으로 내는 데 82.5%의 상금을 팔기로 결정하였다.

## 개인 생활
2004년 이래 드라이어는 동료 사회민주당 정치인이자, 3년 일찍이 미망인으로 지내온 트리어의 전 시장 클라우스 옌젠에게 결혼 생활을 해왔다.
그녀는 1994년 다발성 경화증과 진단되었다. 이 일은 그녀의 신체적 운동을 억제하는 편이다. 여행을 하는 동안에 그녀는 더욱 긴 거리들을 커버하기 위하여 항상 휠체어를 가지고 다니고 있다.

## 역대 선거 결과
| 선거명      | 직책명              | 대수 | 정당            | 득표율 | 득표수 | 결과 | 당락                     |
| ----------- | ------------------- | ---- | --------------- | ------ | ------ | ---- | ------------------------ |
| 2016년 선거 | 라인란트팔츠의 총리 | 8대  | 독일 사회민주당 | 51.49% | 52표   | 1위  | 라인란트팔츠 주총리 당선 |
| 2021년 선거 | 라인란트팔츠의 총리 | 8대  | 독일 사회민주당 | 54.46% | 55표   | 1위  | 라인란트팔츠 주총리 당선 |